# Керубини, Франческо
Франческо Керубини (итал. Francesco Cherubini; 1585, Монтальбоддо, Папская область — 24 апреля 1656, Сенигаллия, Папская область) — итальянский куриальный кардинал и доктор обоих прав. Епископ Сенигаллии с 2 августа 1655 по 24 апреля 1656. Кардинал-священник с 7 октября 1647, с титулом церкви Сан-Джованни-а-Порта-Латина с 16 декабря 1647 по 24 апреля 1656.